# RWLE Möller
RWLE Möller (eigentlich Reinhard Walter Ludwig Eduard Möller, auch Reinhard Möller und Varianten; * 31. Oktober 1952 in Celle; † 24. Januar 2001 ebenda) war ein deutscher Künstler und Sachbuch-Autor, Kunstmaler und Journalist, Privatgelehrter, Lokalhistoriker und Aktivist, Schwulenbewegter und linker „Paradiesvogel“ in der PDS. RWLE Möller, Gründer der gleichnamigen Stiftung, galt als „eine Anti-Institution“, „geistiges Asylantenheim ganzer Schülergenerationen“ und „öffentliches Gewissen der Stadt Celle“.

## Leben
Möller wuchs im Haus seiner Eltern in der Zöllnerstraße 7 in Celle auf, ein typisches, von seiner Familie – „seine Mutter war eine geborene Breithaupt“ – als Wohn- und Arbeitsstätte genutztes Fachwerkhaus mit Schaufenster an der Straßenfront und der ehemaligen A. Breithaupt Bürstenfabrik im hinteren Teil des schlauchartigen Gebäudes. Als Kind der 1950er Jahre erlebte Möller dort „noch die Ausklänge einer zwar nicht heilen, aber doch unvergleichlich, ja mittlerweile unvorstellbar gemächlichen Welt“, wohl ein Grund für seinen späteren andauernden Widerstand gegenüber „einer übermächtigen, alles durchtränkenden Kommerzialisierung“. 1963 wurde er im Hermann-Billung-Gymnasium eingeschult. Das damals am Nordwall nur einen Steinwurf von seinem Elternhaus gelegene Hermann-Billung-Gymnasium hat Möller später in seinem „Abrisskalender“ dokumentiert. Später gründete er mit Bernd Polster die Schülerzeitung bi, deren zweite Ausgabe „beste Schülerzeitung Niedersachsens“ wurde und deren dritte Ausgabe verboten wurde. Zudem wurde er Mitbegründer des Kommunalen Kinos, bevor er 1972 sein Abitur im Neubau des Hermann-Billung-Gymnasiums ablegte.
In den 1960er Jahren begann Möller „seine subversive Karriere“, trug lange Haare, kultivierte das „Hinterfragen“ und entdeckte seine Homosexualität. Als 17-Jähriger führte ihn seine erste wichtige Reise, die er mit Bernd Polster unternahm, nach Holland, wo sie alle wichtigen Kunstmuseen besuchten und Möller sich insbesondere von den Malern Vincent van Gogh und Carel Willink inspirieren ließ. Nach dieser Reise begann er selbst zu Malen. In dieser prägenden Zeit begann auch sein Interesse an Künstlern wie Frank Zappa, Pier Paolo Pasolini, Edward Hopper und Arno Schmidt.
Zu Anfang der 1970er Jahre zog RWLE Möller nach Berlin, genoss dort ein paar Jahre das Leben in der Bohème und in der Schwulenszene, kehrte aber nach wenigen Jahren zurück in seine Heimatstadt Celle, für die er „eine abgrundtiefe Liebe“ hegte. In verschiedenen Jobs als Packer, Fotograf, Hotelportier oder Amtsbote verdiente er den Lebensunterhalt, erweiterte er, als Frei- und Schöngeist „mit der Hoch- und Subkultur gleichermaßen vertraut, aber auch seinen Horizont“. Dies gelang ihm auch durch seine jahrelange Tätigkeit im Celler Stadtarchiv.
Seine ersten Ausstellungen fanden in den späten 1970er Jahren in der Region Bonn statt, wo er mit Bernd Polster verschiedene Kunstprojekte realisierte, u. a. „Kunst-Kiosk“ und „Ich wollt ich wär ein Huhn“ (an letzterem war auch der Fotograf Harald Reiterer beteiligt). 1983 wurde er zusammen mit Bernd Polster vom Bund Bildender Künstler Celle für eine gemeinsame Ausstellung im Künstlerhaus Hannover ausgewählt. Nun legte er seinen Rufnamen Reinhard ab und nannte sich RWLE. Ein Jahr zuvor war der „Autodidakt ohne Berufsabschluss“, der sich bewusst für die Ölmalerei und gegen ein akademisches Studium entschieden hatte und rund 30 Einzel- und 80 Gruppenausstellungen im In- und Ausland mit seinen Werken beschickte, dem Bund Bildender Künstler (BBK) beigetreten, wurde „Seele und Buchhalter“ und 1989 Koordinator der BBK-Bezirksgruppe Celle.
In den 1980er Jahren wurde Möller zum Chronisten. Er schrieb zahlreiche Artikel in Fachzeitschriften, in linken Blättern wie zündel, Publiz oder revista. In der Celleschen Zeitung hatte seine Rubrik über die „Celler Straßennamen“ lange einen festen Platz. Sein erstes, 1984 mit Bernd Polster veröffentlichtes Buch Das feste Haus. Die Geschichte einer Straf-Fabrik, die erste Monografie über das Zuchthaus Celle und eine exemplarische Geschichte des Strafvollzugs (vom Wekck- und Zuchthaus bis zum Hochsicherheitstrakt), für die die Autoren auch im Gefängnis selbst recherchiert haben und Möllers Mutter die Dechiffrierung historischer Texte übernahm. Mit seinem 1987 erschienenen Celle-Lexikon, seinerzeit ein „faktisch einmaliges Projekt“ in der Bundesrepublik und „die erste stadtgeschichtliche Gesamtschau seit Clemens Cassel, beendete Möller eine lange währende Amnesie der [… Celleschen] Heimatforschung“ und brach damit Tabus: Insbesondere „[…] die namentliche Erwähnung von Celler Nazis und Kommunisten war der Obrigkeit ein Dorn im Auge.“ Dem Mitbegründer einer Schwulengruppe in Celle unterstützte die Stadt ihr Lexikon „nicht mit einer Mark“, ebenso wenig wie  Celle. Das Stadtbuch, dessen Recherche zur großen Aufgabe seiner letzten Lebensjahre wurde, das er aber nicht mehr selbst vollenden konnte. Es wurde zwei Jahre nach seinem Tod in einer textlich und bildlich völlig überarbeiteten und erheblich erweiterten Fassung von Bernd Polster herausgebracht und gilt seitdem als ein Standardwerk zur Celler Stadtgeschichte. Möglich wurde es durch die finanzielle Förderung der Jan Philipp Reemtsma Stiftung und der RWLE Möller Stiftung sowie durch inhaltliche Beiträge von  Experten, insbesondere von Mijndert Bertram, dem ehemaligen Direktor des Bomann-Museums.
1985 legte Möller gemeinsam mit Reinhard Rohde erstmals den Celler Antifaschistischen Stadtplan auf, konzipierte dann mit dem Verein zur Förderung politischer Literatur e. V. die ersten geführten Stadtrundgänge zum Thema Celle im Nationalsozialismus.
Bei den seinerzeitigen Honoratioren der Stadt stießen die Aktivitäten RWLE Möllers nicht auf ungeteilte Begeisterung: „[…] Spätestens mit seinem Ölbild über den damaligen Oberbürgermeister Hörstmann war er politisch unten durch“. „Nie hat die Stadt Celle auch nur eines seiner Bilder aufgekauft“ (Stand: Anfang 2001). Nach seinem Engagement in der PDS etwa ab Mitte der 1990er Jahre „[…] verschlossen sich ihm [auch] die Zeilen der Celleschen Zeitung.“ Dennoch wurde, mit maßgeblichem Anteil RWLE Möllers, „[…] der Mauerbau um das Celler Flüchtlingsheim spät, aber immerhin zum internationalen Skandal“.
RWLE Möller, Mitbegründer des 1993 auf dem Gelände der ehemaligen CD-Kaserne initiierten Bunten Hauses, war weniger verschlossen: „der chronische Workaholic […] diente als Mentor für zahllose Besucher, für die sein Haus zu einer Insel im Meer der Alternativlosigkeit geworden war. Ein Fluchtpunkt nicht zuletzt für junge Leute, denen er in der Zöllnerstraße gratis ein Gegenbild zur Leitkultur der Angepassten lieferte.“ Möller, der die Provokation liebte, der gesellige, belesene und heillos italophile Humanist und Querdenker, galt als sowohl integre wie streitbare Persönlichkeit: RWLE, ein „[…] äußerst angenehmer, mit Umgangsformen und Sprachwitz gesegneter Gesprächspartner“, entflammte auch andere für zum Teil aussichtslos scheinende Aktionen und war vor allen den jungen Leuten „[…] ein rares Vorbild“.
Noch vor seinem Ableben gründete Möller die RWLE Möller Stiftung, die ihren Sitz im Eltern- und Arbeitshaus Möllers nahm. Er selbst setzte den ehrenamtlich tätigen Stiftungsvorstand ein, zu dem Peter Raabe, Gerhard Schäfers und Oskar Ansull zählen.
2001 verstarb RWLE Möller nach schwerer Krankheit und wurde auf dem Celler Stadtfriedhof bestattet. Seinem Wunsch entsprechend wurde am selben Abend im Bunten Haus eine „Feier“ unter anderem mit alten Bekannten veranstaltet.

## Malstil
Mit seinem umfangreichen Gesamtwerk mit zum Teil stilisierenden Ölgemälden, oftmals mit komplexer Symbolsprache, schuf RWLE Möller „[…] hintergründige und spannungsreiche Bildkompositionen, […] ein Licht- und Schattenreich, in dem das Unterbewußte dieser Gesellschaft aufscheint.“ Bernd Polster bezeichnete die Malerei Möllers als „[…] Mischung aus kritischem Realismus und manchmal surrealen Collagetechnik “ In einem Interview bezeichnete Möller selbst sein Werk weniger als fotorealistisch, sondern vielmehr als „ironischer Realismus“.

## Schriften
- Bernd Polster, Reinhard Möller: Das feste Haus. Geschichte einer Straf-Fabrik. Transit, Berlin 1984, ISBN 3-88747-019-2.
- RWLE Möller: Celle-Lexikon. Von Abbensen bis Zwische. Lax, Hildesheim 1987, ISBN 3-7848-4039-6.
- Reinhard Rohde (Hrsg.), RWLE Möller: Antifaschistischer Stadtplan Celle. 1988. (illustriertes Faltblatt)
- Stadtführer Celle auf die Schnelle. 1992.[7]
- Abrißkalender. 1993.[7]
- RWLE Möller: Straßen in Celle. Wo wir wohnen. Pohl, Celle 1995, ISBN 3-7911-0242-7.
- RWLE Möller, Bernd Polster: Celle. Das Stadtbuch. ES, Bonn 2003, ISBN 3-00-012605-8. Leseprobe, PDF
- Jasmin-Bianca Hartmann, RWLE Möller Stiftung (Hrsg.): RWLE Möller: Künstler 1952–2001. Ausstellungskatalog. cequi Edition, Berlin 2018, ISBN 978-3-9819314-0-2.